# Evaza cordata
Evaza cordata är en tvåvingeart som beskrevs av James 1969. Evaza cordata ingår i släktet Evaza och familjen vapenflugor. Inga underarter finns listade i Catalogue of Life.